# Alf Gunnestad
Pour les articles homonymes, voir Gunnestad.
Alf Gunnestad, né le 17 mai 1904 à Våle et mort le 15 août 1987 à Bekkestua, est un aviateur norvégien.

## Biographie
Gunnestad est formé comme pilote à l'école de pilotage de l'armée à Kjeller en 1925 et reçoit un certificat de pilote en 1927. Il effectue alors la route du courrier de nuit jusqu'à Copenhague puis prend part en tant que pilote à l'expédition Thorshavn de Lars Christensen en 1933-1934. Pendant ses vols, il découvre et survole la côte Léopold-et-Astrid et une barrière de glace devant la terre Marie-Byrd. 
Pendant la Seconde Guerre mondiale, il participe activement au mouvement de résistance et s'enfuit en Suède en février 1945. Il y travaille pour les forces de police norvégiennes et devient directeur de la colonie norvégienne d'Ulvsunda. Après la guerre, il est employé par la Direction norvégienne de l'aviation civile en tant que directeur de district.
Gunnestad était aussi actif dans le secteur des sports aériens. Il reçoit en 1969 la médaille d'honneur du Norsk Aero Klubbs hederstegn (no) et a exercé comme instructeur bénévole pour les jeunes souhaitant passer une licence de pilote.

## Hommage
Le glacier Gunnestad en Terre de la Reine-Maud, porte son nom